# Jakub Hudec
Jakub Hudec (* 13. August 2004 in Košice) ist ein slowakischer Eishockeyspieler.

## Karriere
Jakub Hudec erlernte das Eishockeyspielen in seiner Heimatstadt beim HC Košice und durchläuft dort die Jugendabteilungen. Eine Ausnahme bildete die Saison 2020/21, wo er für die Nachwuchsabteilung des schwedischen Vereins Strömsbro IF spielte. Nach einer Saison kehrte er aber wieder zum HC Košice zurück, wo er in der Saison 2023/24 beim 4:1-Sieg gegen HC 19 Humenné am 15. September 2023 sein Debüt in der Extraliga gab.